# Lánczy Ilka
Lánczy Ilka (Újfehértó, 1861. november 14. – Budapest, 1908. szeptember 19.) magyar színésznő. Lánczy Margit édesanyja.

## Életútja
Szülei Lánczy Mihály és Sántha Etelka voltak. 1879-ben végezte el a Színészeti Tanodát. Mint 17 éves színészakadémiai növendék Aradon lépett először színpadra, majd Szegeden játszott. Ezután Kassán szerepelt Krecsányi Ignác társulatánál. Hat évig működött vidéken. Hoffmann Károly aradi gazdatiszt neje volt, akitől 1889-ben elvált. Két törvénytelen gyermeke (Tibor és Margit) született gróf Keglevich Istvántól, a Magyar Királyi Operaház és a Nemzeti Színház intendánsától, a Vígszínház egyik alapítójától, mindkét gyermeket Szeibold Károlyné Pregler Antónia fogadta örökbe és hivatalosan a Pregler vezetéknevet viselték.<ref>gróf Keglevich István végrendelete
1884. október 1-jén a Nemzeti Színházhoz szerződtették, miután előzőleg, április 30-án, a Jó falusiak című Sardou-dráma Margitjaként sikerrel lépett fel. A közönséget hamar meghódította és főleg a Váljunk el! Cypriennejében, a Star címszerepében és az Egérben nagy sikert aratott. 1896-ban az akkor megnyíló Vígszínház sietett tagjai sorába szerződtetni. Itt a modern asszonyok (Rob. Bracco: Hűtlen) típusait játszotta. 1900. június 13-án visszaszerződött a Nemzeti Színházhoz. Utolsó fellépése 1908. június 14-én volt. Koporsójánál a Kerepesi úti temetőben Tóth Imre és Mihályfi Károly búcsúztatták.

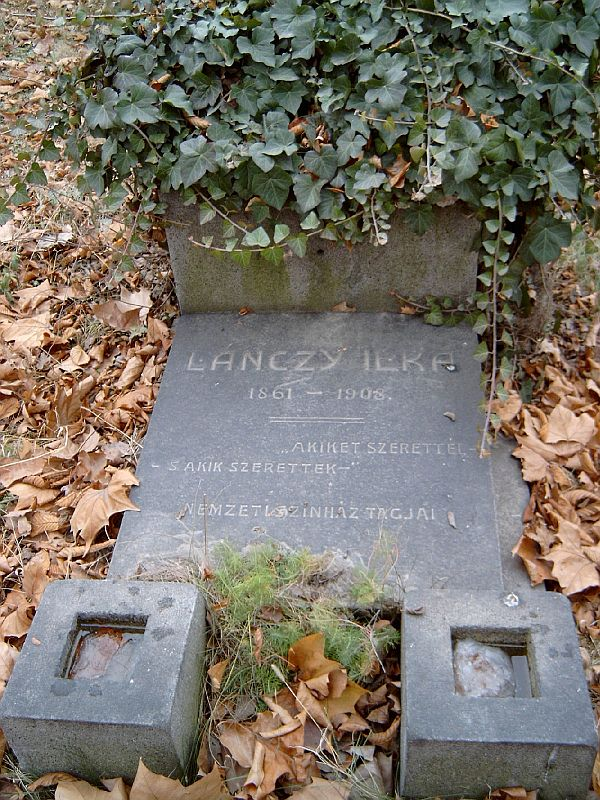
Sírja a Fiumei úti sírkertben 2007-ben (17/1-3-6)

## Fontosabb szerepei
- Herczeg Ferenc: A három testőr – Róza
- Gabányi Árpád: A Kókai ház – Aranka
- Martos Ferenc: Simonyi óbester – Desmerannes grófnő
- Ferenczy Ferenc: Flirt – Stadiuszkyné